# Matijevići (żupania dubrownicko-neretwiańska)
Matijevići – wieś w Chorwacji, w żupanii dubrownicko-neretwiańskiej, w gminie Kula Norinska. W 2011 roku liczyła 98 mieszkańców.